# Angus Deayton
Ne doit pas être confondu avec Angus Deaton.
Angus Deayton est un acteur et scénariste britannique né le 6 janvier 1956 à Londres (Royaume-Uni).

## Filmographie

### Cinéma
- 1989 : The Tall Guy : un acteur dans le bureau de l’agent
- 1995 : Savage Hearts : Leonard
- 1998 : Elizabeth : Waad, Chancelier de l'Échiquier
- 2004 : Fat Slags : Maurice, le réceptionniste de l’hôtel
- 2006 : Love (et ses petits désastres) (Love and Other Disasters) : une célébrité
- 2009 : That Deadwood Feeling
- 2011 : Swinging With The Finkels : Richard
- 2012 : Playing the Moldovans at Tennis : David

### Télévision

#### Séries télévisées
- 1981 : Tiswas : Garry Cribb (épisode #8.3)
- 1983 : La Vipère noire : juif sauteur de Jérusalem (épisode Born to be King)
- 1984 : Who Dares Wins (épisode #1.3)
- 1988 : Chelmsford 123 : Aldridge (épisode Peeled Grapes and Pedicures)
- 1988 – 1991 : Alexei Sayle’s Stuff : différents rôles (17 épisodes)
- 1989 – 1993 : KYTV : différents rôles comme Mike Channel, Sir Anthony Trollop MP (19 épisodes)
- 1990 : Mr Bean : un homme à la piscine, un homme sur un banc dans le parc (épisode The Curse of Mr. Bean)
- 1990 – 2000 : One Foot in the Grave : Patrick (14 épisodes)
- 1991 : Doctor at the Top : Adrian Quint (épisode The V.I.P.)
- 1993 : Children in Need : Mike Channel (épisode #1.14)
- 1993 : If You See God, Tell Him : le manager de la banque (épisode #1.1)
- 1997 : Selection Box : Patrick Trench (épisode One Foot in the Grave)
- 2000 : Six Sexy (Coupling) : Angus Deayton (épisode Size Matters)
- 2003 – 2005 : Absolute Power : Colin Priestley (3 épisodes)
- 2004 – 2005 : Nighty Night : Don Cole (12 épisodes)
- 2007 : Casualty : Angus Deayton (épisode Sweet Charity)
- 2012 – 2014 : Pramface : Alan Derbyshire (16 épisodes)
- 2013 – 2015 : Waterloo Road : George Windsor (36 épisodes)
- 2014 : Comedy Playhouse : Cardinal Montgomery (épisode Monks)
- 2016 : Benidorm : Grenville Titcombe (épisode #8.5)
- 2019 : Meurtres au paradis : Martin Stow (épisode Beyond the Shining Sea : Part Two)
- 2021 : Matchmakers : Kieran (6 épisodes)

#### Téléfilms
- 1993 : Bad Company : Paul Foot
- 1995 : Oliver 2 : Let’s Twist Again
- 1996 : Lord of Misrule : homme MI5
- 2004 : The All Star Comedy Show : différents rôles
- 2005 : Marigold : Kenneth Moore
- 2005 : Un Cœur pour Deux : Harry Holland
- 2010 : Pete & Dud : The Lost Sketches : un interprète
- 2017 : Brian Pern : A Tribute : un résident

### Documentaires
- 2015 : The Great European Disaster Movie : Charles Grandpa

### Théâtres
- 1992 : Rowan Atkinson – Live at Boston University Theatre

## Production et réalisation

### comme auteur
- 1988 : The Rory Bremner Show (série télévisée)
- 1989 : Rory Bremner (série télévisée)

### comme scénariste
- 1989 – 1993 : KYTV (série télévisée : 19 épisodes)
- 1995 : The Best of Rory Bremner (vidéo)
- 1997 : Before they were famous (série télévisée)
- 1999 : The Nearly Complete and Utter History of Everything (téléfilm)
- 2000 : Goodbye 2000 (téléfilm)
- 2002 : Not Another Eurovision Song Contest (téléfilm)
- 2003 : More Great Comedy Moments (vidéo)
- 2004 : Hell's Kitchen (série télévisée : épisode #1.15)
- 2005 : Stick to what you know (téléfilm)
- 2006 : Help Your Self (série télévisée : 6 épisodes)
- 2008 : Comedy Sketchbook (série télévisée : 6 épisodes)